# Lasioglossum tamiamense
Lasioglossum tamiamense är en biart som först beskrevs av Theodore Mitchell 1960. Den ingår i släktet smalbin och familjen vägbin. Arten finns bara i sydöstligaste USA.

## Beskrivning
Huvud och mellankropp är blå med ett grönaktigt skimmer. Huvudet har mörkbruna antenner med undersidan av antennklubban rödbrun hos honan, brungul hos hanen, medan clypeus har övre halvan svartbrun, hos hanen dessutom med en gul kant. Hanen har även käkarna och labrum gula. På mellankroppen är vingarna svagt rökfärgade med brungula ribbor och vingbaser, medan benen är bruna. Bakkroppens segment är bruna, både på ryggsida och buk. Behåringen är vitaktig, tämligen tunn och gles utom i nedre delen av ansiktet hos hanen, där den kan täcka den underliggande kroppsytan. Arten är liten, honan har en kroppslängd av 4,6 till 5 mm, hanen ännu mindre, knappt 4 mm.

## Utbredning
Arten är endemisk för sydvästligaste USA, där den är ovanlig i Florida och dessutom är känd från enstaka observationer i de närbelägna delstaterna Georgia och North Carolina.

## Ekologi
Lasioglossum tamiamense är en polylektisk art som flyger till blommor från flera familjer som korgblommiga växter där den besöker skäror och binkor, ärtväxter (släktena Chamaecrista, lusernsläktet, sötväpplingar och klövrar), Hydroleaceae samt kransblommiga växter med släktet syskor.
Biet är socialt och bygger sitt i marken.